# Мильково (Московская область)
Мильково — деревня в Ленинском городском округе Московской области России.

## География
Деревня Мильково находится примерно в 9 км к северо-востоку от центра города Видное. В километре к северо-западу от деревни проходит МКАД (20-й километр). Ближайшие населённые пункты — деревня Дроздово и село Беседы.

## История
Название деревни, предположительно, произошло от некалендарного личного имени Миля.
В XIX веке деревня Мильково входила в состав Островской волости Подольского уезда. В 1899 году в деревне проживало 194 человека.
До 2006 года деревня входила в Картинский сельский округ Ленинского района, а с 2006 до 2019 года в рамках организации местного самоуправления включалась в Развилковское сельское поселение Ленинского муниципального района.
С 2019 года входит в Ленинский городской округ.

## Население
| 2002 | 2006 | 2010 |
| ---- | ---- | ---- |
| 128  | ↗140 | ↗191 |

## Экономика
В деревне находится головной офис крупнейшего Интернет-ритейлера России — компании Wildberries.